# Route nationale 37 (Estonie)
Pour les articles homonymes, voir Route nationale 37.
La route nationale 37 (Tugimaantee 37) est une route nationale estonienne reliant Õuna à Põltsamaa. Elle mesure 26,1 km.

## Tracé
- Comté de Jõgeva
  - Õuna
  - Kurista
  - Vägari (en)
  - Aidu (en)
  - Sulustvere (en)
  - Pauastvere (en)
  - Põltsamaa